# 우쿠정
우쿠정(宇久町)은 나가사키현의 북부, 고토 열도의 최북단에 위치한다. 인근 문화권은 사세보시(佐世保市)다. 2006년 3월 31일에 사세보시에 편입되었다. 
여기서는 현재 사세보시의 한 지역인 우쿠에 대해서도 설명한다. 

## 지리
- 고토 열도의 최북단에 위치하며, 우쿠시마(면적 24.92km2)와 데라시마(면적 1.27km2) 두 개의 유인도와 그 속섬으로 이루어져 있다. 인구의 대부분은 우쿠시마에 살고 있다
- 시로가봉(해발 258.6m) - 우쿠시마의 최고봉으로, 섬의 거의 중앙에 위치한다.

## 역사
- 1889년 4월 1일 - 정촌제 시행에 의해 다이라촌, 우쿠촌이 성립하였다.
- 1955년 4월 1일 - 다이라촌, 우쿠촌이 대등합병, 정으로 승격해 우쿠정이 성립하였다.
- 2005년 4월 1일 - 고사자정과 함께 사세보시에 편입되어 자치체로서는 소멸하였다. 이후 사세보시 우쿠정이 되었다.

## 교통

### 도로
- 나가사키현도 제160호선